# Parabemisia myricae
Bọ phấn thanh mai hay bọ phấn dành dành (Parabemisia myricae) là một loài côn trùng cánh nửa trong họ Aleyrodidae, phân họ Aleyrodinae.
Parabemisia myricae được Kuwana miêu tả khoa học đầu tiên năm 1927.